# Elizaveta Glinka
Elizaveta Petrovna Glinka, nota anche come Dr. Liza (in russo Елизавета Петровна Глинка; Доктор Лиза?; Mosca, 20 febbraio 1962 – Black Sea, presso Sochi, 25 dicembre 2016), è stata un'attivista, medico e filantropa russa, specialista nel campo della medicina palliativa, fondatrice della Fair Help Foundation e nota per il suo lavoro di operatrice umanitaria. Ha seguito il principio di vita di "aiutare tutti i bisognosi": è stata attivamente coinvolta nello sviluppo delle cure palliative in Russia, su base volontaria ha fornito assistenza medica e umanitaria ai senzatetto nell'area della stazione ferroviaria di Paveletsky, ha fatto pressioni per aprire un ospedale per i poveri e i senzatetto. È stata membro del Consiglio sotto il Presidente della Russia per lo sviluppo della società civile e dei diritti umani. Glinka è  morta nel 2016 nella caduta nel Mar Nero, vicino a Sochi, del Tupolev Tu-154 dell'Aeronautica Militare Russa.

## Biografia
Elizaveta Glinka (Poskrebysheva) è nata a Mosca. Il padre è un ingegnere militare, Pyotr Konstantinovich Poskrebyshev. La madre - Galina Ivanovna Poskrebysheva  - dietista, conduttrice televisiva dei programmi "Home" e "Our Garden", autrice di dozzine di libri di cucina. Glinka ha mostrato un interesse per la medicina fin dalla tenera età e ha ricordato che, nella sua infanzia, suo padre aveva fatto un sigillo "Dottor Lisa" dalle patate. Ha studiato presso il Russian National Research Medical Institute di Mosca, diplomandosi in anestesia pediatrica. Nel 1986 si è trasferita negli Stati Uniti, dove ha studiato cure palliative ed è stata coinvolta nel lavoro degli hospice.
Al ritorno in Russia, ha iniziato a lavorare presso il First Moscow Hospice, fondato dalla madre di Nuyta Federmesser, Vera Millionshikova. Alla fine degli anni '90, quando il marito di Glinka, Gleb Glebovich Glinka, è stato trasferito a Kiev, Ucraina, per due anni, lei lo ha seguito a Kiev e ha lavorato alla creazione di cure palliative nel centro oncologico di Kiev. Nel settembre 2001, con l'aiuto di VALE Hospice International, ha aperto il primo hospice pubblico a Kiev. Nel 2007, quando sua madre si ammalò gravemente, Glinka tornò a Mosca.
Fino alla fine della sua vita, Glinka non ha smesso di migliorare le sue capacità, nel 2012 e nel 2014 ha ricevuto diplomi americani e irlandesi in medicina di strada (quando un medico va dai pazienti senzatetto nei loro habitat); infatti, lo ha fatto per diversi anni in Russia.

### Cure palliative e aiuto ai senzatetto
Glinka ha nutrito l'idea di creare un ospizio russo per molto tempo. Convinta sostenitrice del principio che un ospizio è "un luogo per vivere", contraria all'eutanasia, ha aperto il suo primo istituto palliativo a Kiev. Così, il 5 settembre 2001, è stato aperto il primo hospice ucraino presso l'Ospedale Oncologico, progettato per 15 pazienti ricoverati, compreso un programma di assistenza domiciliare per 100 persone. L'ospizio è stato organizzato dalla fondazione americana VALE Hospice International, la cui fondatrice e presidente era Elizaveta Glinka. Il fondo è stato assistito dall'amministrazione sanitaria municipale e da uno dei deputati del parlamento ucraino. Contemporaneamente al suo lavoro presso l'ospizio di Kiev, Elizaveta ha collaborato con il primo ospizio di Mosca, fondato da Vera Millionshchikova nel 1994, contribuendo a modernizzare i suoi servizi.
Dopo Kiev, la famiglia è tornata negli Stati Uniti, ma già nel 2007 Elizaveta è rientrata a Mosca da sola per accudire la madre: a causa di una grave malattia, Galina Poskrebysheva ha trascorso due anni nell'unità di terapia neurocritica della clinica Burdenko.
Glinka ha continuato a sviluppare l'idea di un ospedale di Mosca per poveri e senzatetto per 30 pazienti: “In effetti, quello che si chiamava un ospizio, Casa della Misericordia …”. Nel 2007, mentre si prendeva cura di sua madre, ha creato la fondazione di beneficenza "Fair Help". Elizaveta ha implorato a lungo il governo di Mosca e le strutture federali per una stanza in questo ospedale. Nello stesso 2007, il ministro della Salute, Mikhail Zurabov, ha rifiutato a Glinka di organizzare un ospizio, definendo "inappropriata" tale assistenza ai pazienti, e nel dicembre 2014, la stessa Elizaveta ha rifiutato l'offerta dell'ufficio del sindaco di Mosca di collocare il suo servizio nell'edificio dell'ex ospedale n. 11 (ramo n. 1 dell'ospedale clinico cittadino) temendo che "il suo contingente non si adatterebbe" a una struttura del genere, e in generale era contraria allo scioglimento dell'ospedale operativo.
Elizaveta seppellì da sola i senzatetto morti a proprie spese o a spese del proprio fondo, in modo che non finissero nelle fosse comuni statali: “... lavorando con i senzatetto da molti anni, sento da loro la stessa richiesta: seppellitemi come un essere umano”.

### 2014 - Guerra in Ucraina

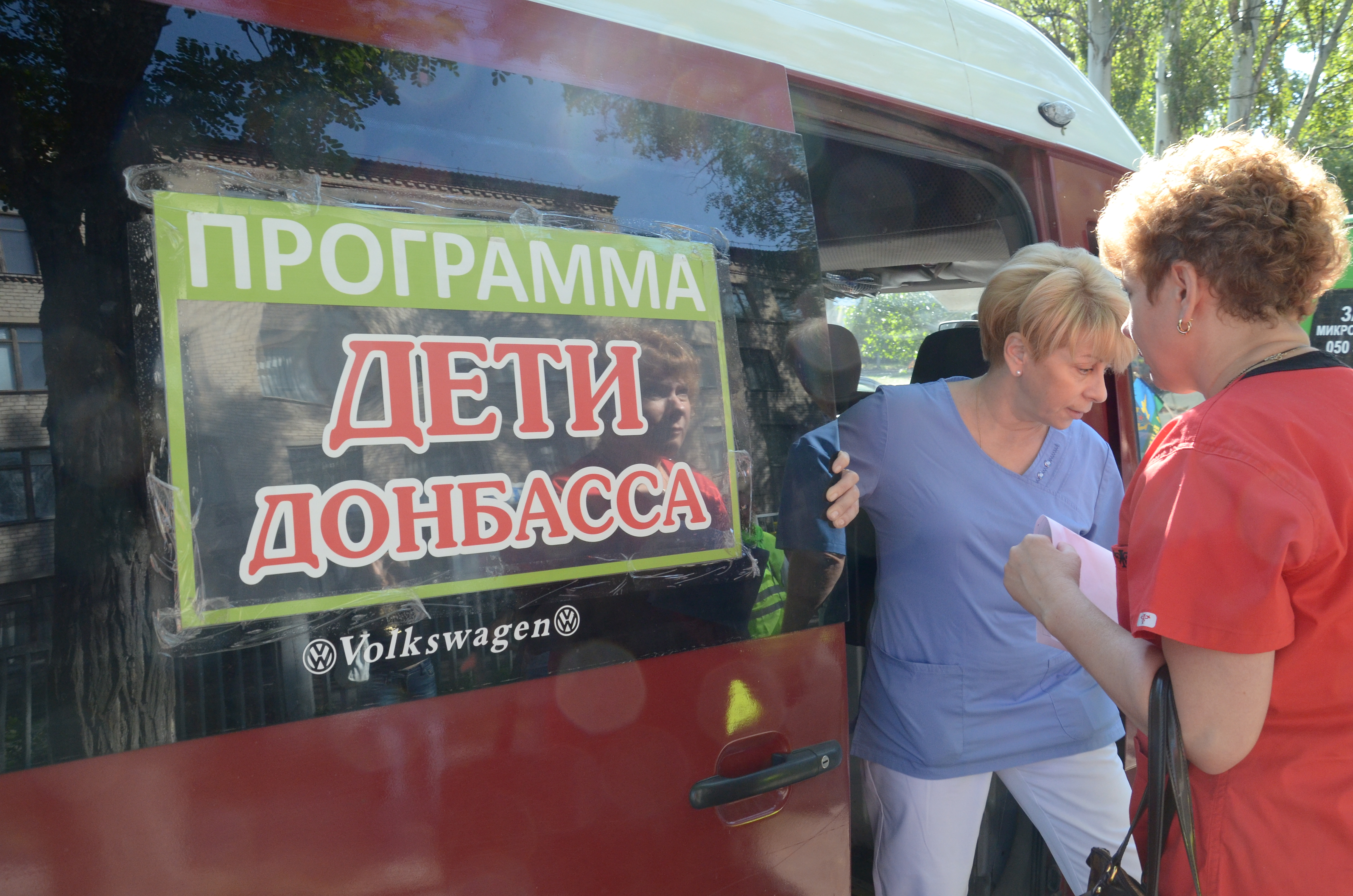
Elizaveta Glinka durante una visita a Donetsk, settembre 2015

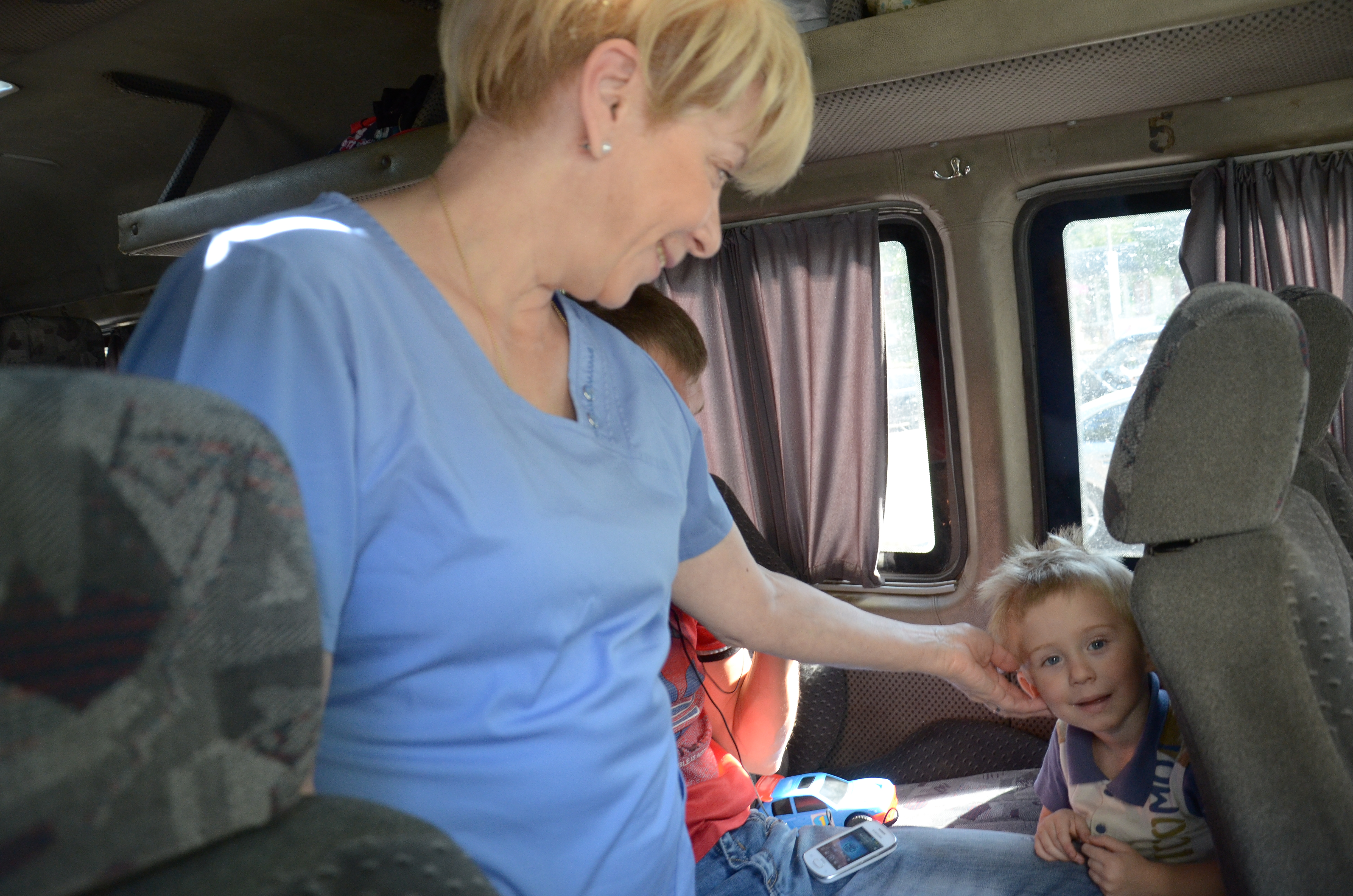
Evacuazione dei bambini di Donetsk per il trattamento a Mosca, settembre 2015

Con l'inizio del conflitto armato nell'Ucraina orientale, Elizaveta Glinka ha fornito assistenza alle persone che vivono nei territori delle ostilità. Insieme ad attivisti per i diritti umani, ha fatto appello a entrambe le parti in conflitto per fermare la guerra, e insieme ai rappresentanti del "Comitato delle madri dei soldati" e con l'aiuto del Consiglio dei diritti umani (HRC), è finita a Lugansk e Donetsk dove controllava le attrezzature degli ospedali locali e registrava le necessità dei medici. Prima della cattura dell'aeroporto locale e dell'inizio dei combattimenti attivi, Glinka è riuscita a portare le medicine e gli aiuti umanitari richiesti, acquistati con i soldi del suo fondo. In futuro, politici o personaggi pubblici, in particolare Ella Pamfilova, hanno aiutato con la consegna dei medicinali. Nell'ottobre 2014, Glinka ha accusato il Comitato internazionale della Croce Rossa (CICR) di rifiutarsi di fornire garanzie per un carico di medicinali con il pretesto che "non ci piace la politica del vostro presidente". Il capo della delegazione regionale del CICR in Russia, Bielorussia e Moldavia, Pascal Kutta, ha negato queste accuse.

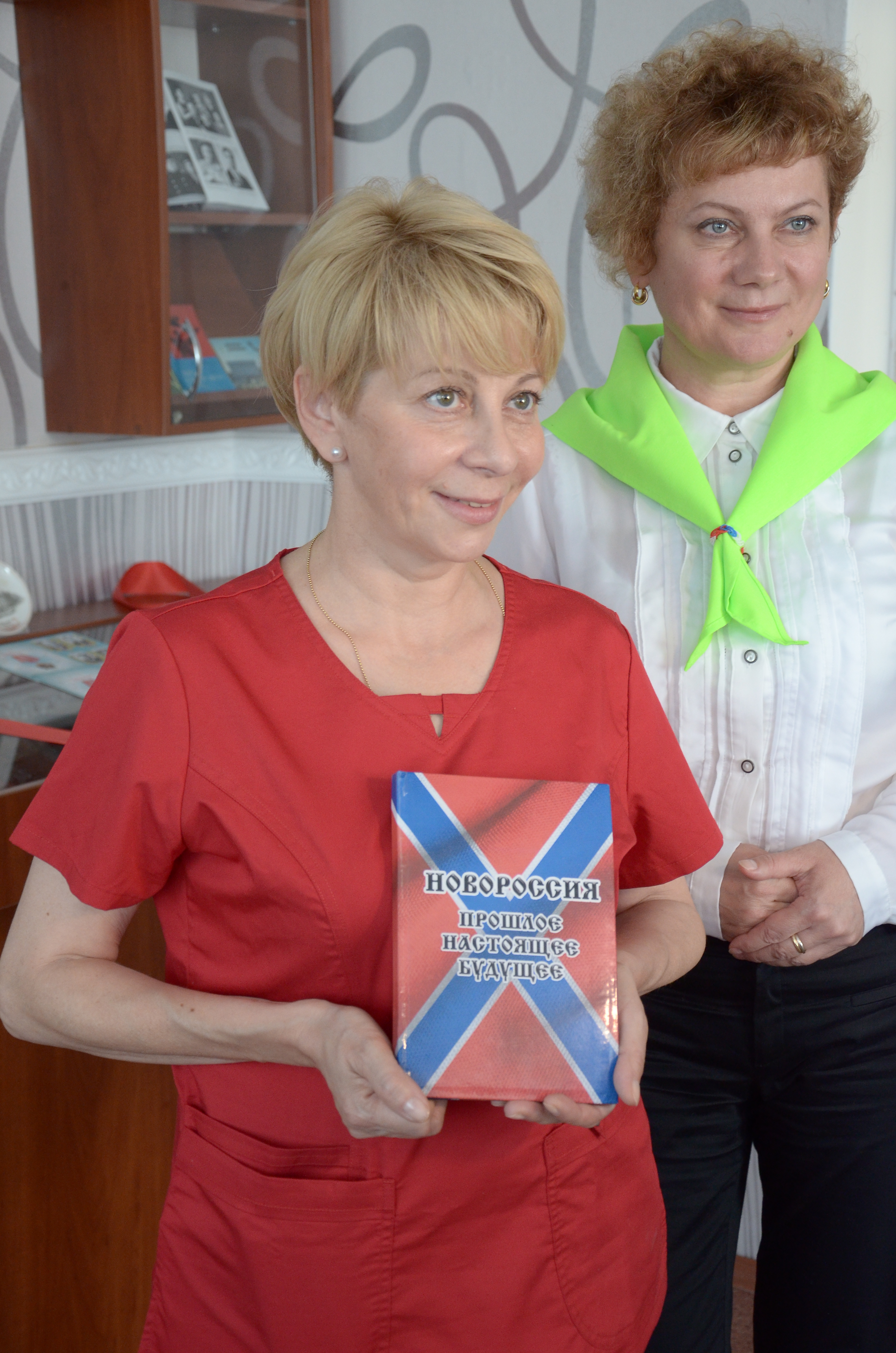
A Glinka viene presentato un libro sul "passato e il futuro della Novorossiya " nella scuola "numero 1" di Donetsk in occasione della Giornata della conoscenza (1 settembre) 2015

La questione dell'evacuazione dei bambini dai luoghi di guerra (per la quale è stata successivamente criticata di più) Glinka ha sollevato il problema in una riunione del Consiglio dei diritti umani con Vladimir Putin e ha chiesto di collegare le ferrovie russe: “Sono stata ingenua, pensavo che avrebbero dato [un treno]". Vyacheslav Volodin si è offerto di aiutare con le cure mediche di emergenza lungo il percorso e il successivo ricovero negli ospedali, tuttavia, il trasporto dei bambini è stato pagato dalla Fondazione Glinka. Elizaveta iniziò a portare i bambini colpiti fuori da Donetsk per il trattamento e la riabilitazione. Allo stesso tempo, i bambini sono stati trasportati in Russia solo accompagnati da parenti e con il loro consenso volontario, e gli orfani sono stati trasferiti nella parte ucraina a Kharkov. La storica russa Tamara Eidelman (madre di una attivista nella raccolta fondi, Mitya Aleshkovsky) ha osservato in un'intervista a Yuri Dud: “Non importa quello che mi dicono i miei amici dell'opposizione, ammiro Liza Glinka, che ha portato fuori i bambini. A proposito, ha portato qualcuno nel territorio dell'Ucraina, tra l'altro, di cui si dimenticano, e ha portato qualcuno, con il consenso dei suoi genitori, in Russia, perché voleva salvare i bambini. E questa mi sembra assolutamente la cosa giusta da fare.”
Secondo le memorie di Glinka, lei  ha dovuto negoziare con tutte le parti in conflitto una temporanea cessazione dei combattimenti sulla via di evacuazione per poter prelevare i bambini in diversi viaggi in ambulanza, ma i termini della tregua non sono stati sempre rispettati, la comunicazione con Glinka è scomparsa più volte. A novembre 2014, quando Elizaveta ha rilasciato un'intervista risonante a Ksenia Sokolova, pubblicata su Snob, 20 dei 36 bambini trasportati in Russia per cure sono stati riportati a casa. Nello stesso novembre, in una riunione del Consiglio dei diritti umani, ha chiesto al presidente di risolvere legalmente la questione della fornitura di cure mediche ai bambini gravemente malati e feriti portati fuori dalla zona di combattimento (tale legge non è stata creata).
Nel 2016, Glinka si è unita per aiutare i residenti siriani che facevano parte dell'operazione militare delle truppe russe, accompagnando personalmente i medicinali e i prodotti raccolti dalla sua fondazione. Nel settembre 2016, sulla base delle prime esperienze, si è offerta di trasportare i bambini colpiti in Russia da un ospedale di Latakia, ma è riuscita solo a organizzare una regolare missione umanitaria. Durante il suo ultimo volo, Elizaveta Glinka trasportava medicinali richiesti dal primario di questo ospedale.
- Dal discorso di Elizaveta Glinka alla cerimonia di consegna del premio statale per i risultati nel campo dei diritti umani e delle attività di beneficenza nel dicembre 2016»

### Morte
Il 25 dicembre 2016, l'aereo del Ministero della Difesa TU-154 si è schiantato mentre volava in Siria trasportando medicine all'ospedale della Tishreen University.  A bordo c'erano 92 persone. Il volo dalla regione di Mosca alla base aerea di Khmeimim ha fatto rifornimento ad Adler, dopodiché è scomparso dai radar sopra il Mar Nero. Per diversi giorni ci sono state notizie contrastanti sullo schianto stesso e sulla presenza di Elizabeth a bordo, questo fatto è stato finalmente confermato da Gleb Glinka. La cerimonia di addio per Elizaveta Glinka si è svolta il 16 gennaio 2017 nella Chiesa dell'Assunzione del Convento di Novodevichy, lì è stata sepolta sul terreno di famiglia.
Il procedimento penale sullo schianto si è chiuso solo nel dicembre 2019 per mancanza di corpus delicti.